# WEB Windenergie
Die WEB Windenergie AG (Eigenschreibweise: W.E.B) ist ein österreichisches Energieerzeugungsunternehmen mit Hauptsitz in Pfaffenschlag bei Waidhofen an der Thaya. Das Unternehmen produziert Grünstrom aus Wind-, Sonnen- und Wasserkraft. Das Unternehmen ist das älteste und größte Bürgerbeteiligungsunternehmen Österreichs und entwickelte sich seit seiner Gründung 1994 zu einem Energiewendeunternehmen.
2023 erzielte die WEB Windenergie einen Umsatz von 231,8 Millionen Euro.

## Geschichte
Die Unternehmensgeschichte begann im November 1994 mit der Gründung der Windkraftanlagen Errichtungs- und Betriebsgesellschaft m.b.H (kurz W.E.B) durch Erna, Franz und Andreas Dangl. Andreas Dangl wurde zudem der erste Geschäftsführer des Unternehmens. Im Juli 1995 wurde das erste Windkraftrad mit einer Leistung von 225 Kilowatt unter der Beteiligung von 96 Privatpersonen in Michelbach errichtet. 1997 gründete das Unternehmen ihr erstes Tochterunternehmen in Deutschland, während weiterhin Windparkprojekte in Österreich umgesetzt wurden.
Im Juli 1999 erfolgte die Gründung der WEB Windenergie AG, diese wurde jedoch nicht börsennotiert. Die Gesellschaften Waldwind GmbH &Co KEG, W.E.B-EU-Windfonds, Nordwind GmbH & Co KEG, stille Gesellschaft Hagenbrunn, Michelbacher Windkraft GmbH & Co KEG und Windlicht wurden zwischen 1999 und 2001 in die W.E.B eingebracht.
Die internationale Expansion der WEB Windenergie wurde 2002 mit einer Tochtergesellschaft in Tschechien fortgesetzt. 2005 ging dort der erste Windpark der WEB Windenergie mit fünf Anlagen in Betrieb. 2006 wurde eine weitere Tochtergesellschaft in Frankreich gegründet, welche im selben Jahr ebenfalls einen Windpark eröffnete. 2007 begann die WEB Windenergie mit der Solarstromgewinnung an ihrem Standort in Pfaffenschlag. Ein Jahr später eröffnete das Unternehmen seinen ersten Photovoltaik-Park in Italien, und 2011 wurde in Kanada die WEB Wind Energy North America Inc. gegründet.
Seit 2010 begibt das Unternehmen sogenannte Green-Power-Anleihen, wodurch Wind- und Photovoltaik-Kraftwerke finanziert werden können. WEB Windenergie war das erste Unternehmen in Österreich, das eine Windkraftanleihe angeboten hat. Im Jahr 2013 versorgte die WEB Windenergie ihre Kunden erstmals direkt mit Strom, der zu 100 % aus erneuerbaren Energien stammt und in den eigenen Kraftwerken in Österreich produziert wird.
2019 wurde am Standort in Kanada der Windpark Wisokolamson in Betrieb genommen. Durch diese Inbetriebnahme überschritt die WEB Windenergie erstmalig die Schwelle von 500 MW Kraftwerksleistung. Im Juni 2020 ging ein Windpark in Tortefontaine, Frankreich, in Betrieb.

## Unternehmensstruktur

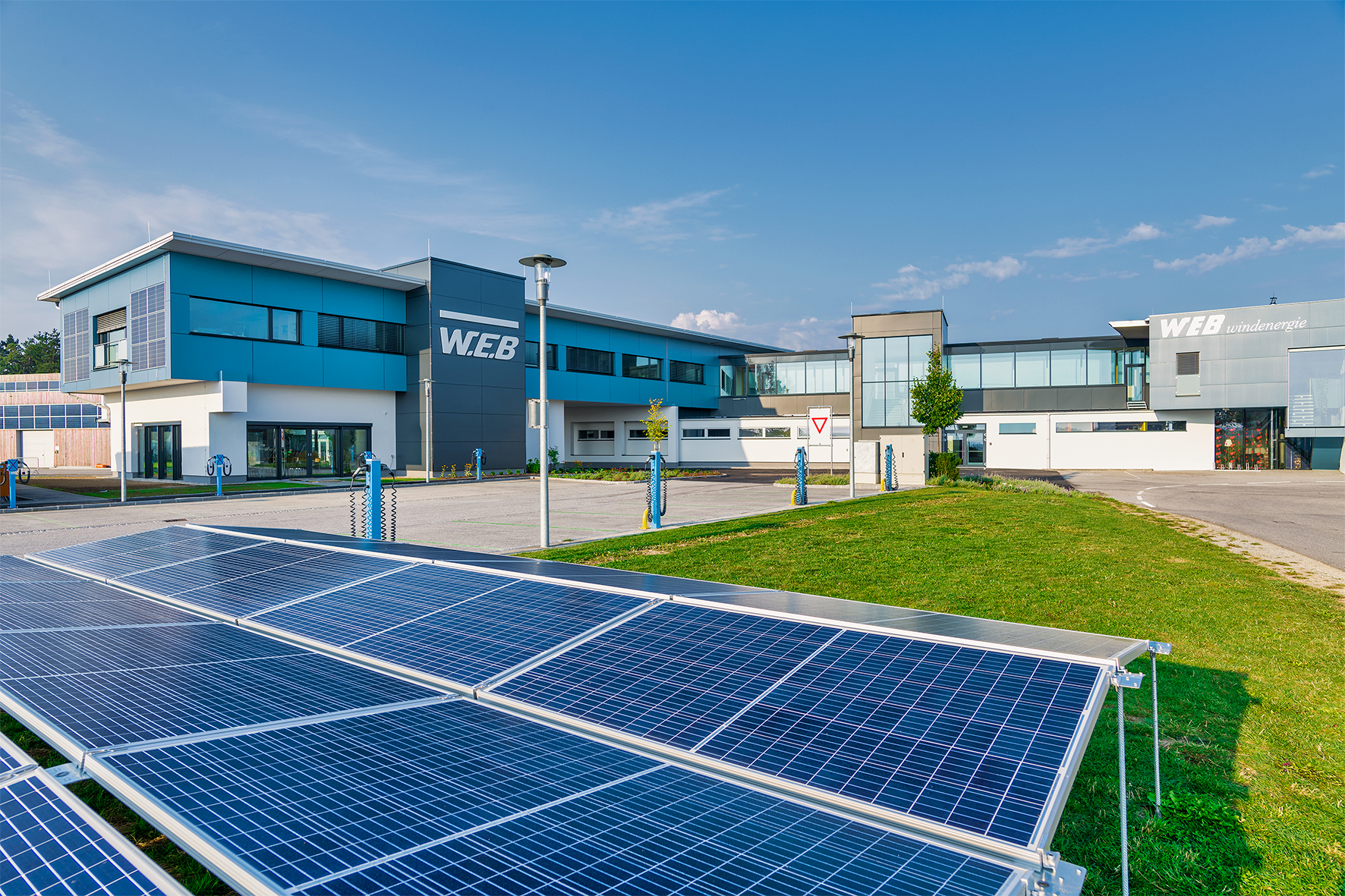
Firmenzentrale der WEB Windenergie

Die WEB Windenergie AG ist eine nicht-börsennotierte AG mit Sitz im österreichischen Pfaffenschlag. Der Vorstand der WEB Windenergie setzt sich aus Stefanie Markut, Florian Müller, Roman Prager und Michael Trcka zusammen. Seit 2010 hat die WEB Windenergie mehr als 3,1 Millionen Aktien ausgegeben. Hinter dem Unternehmen steht eine Bürgerbeteiligung. 2023 lag der Umsatz der WEB Windenergie bei 231,8 Millionen Euro bei einer Stromproduktion von 1,47 TWh.

### Standorte
Stand 2024 betreibt die WEB Windenergie 284 Windkraftanlagen, 50 Photovoltaikanlagen und zwei Kleinwasserkraftwerke an 132 Standorten. Diese befinden sich in Österreich, Deutschland, Tschechien, Frankreich, Italien, Kanada und den USA. Die Anlagen haben eine Gesamtleistung von 735 Megawatt.

## Geschäftsbereiche

### Wind und Photovoltaik
Die WEB Windenergie ist im Geschäftsbereich Wind- und Solarenergie tätig. Hier betreut sie Wind- und Solarprojekte von der Planung bis zur Umsetzung und modernisiert bereits bestehende Anlagen (Repowering). Dazu gehören neben der Errichtung und Betriebsführung von Wind- und Solarparks auch die individuelle Planung, Projektierung und Finanzierung von Photovoltaikanlagen auf Dächern oder sonstigen Freiflächen.
Weiterhin begibt die WEB Windenergie verschiedene Anleihen für die Finanzierung von Energieprojekten.

### Strom
Das Unternehmen bietet verschiedene Grünstromtarife für Privat- und Geschäftskunden. Der Strom stammt aus den Windkraft-, Photovoltaik- und Kleinwasserkraftanlagen der WEB Windenergie.

## Gesellschaftliches Engagement
2024 gab die WEB Windenergie bekannt, die VinziWerke in Graz mit einer Photovoltaikanlage zu unterstützen. Die VinziWerke sind eine österreichische soziale Hilfsorganisation für Obdachlose, Flüchtlinge und sozial benachteiligte Menschen, welche verschiedene Einrichtungen und Initiativen betreibt. Durch die Photovoltaikanlage soll ein Teil der Stromkosten gedeckt werden, um somit die Betriebskosten für die VinziWerke zu senken.

## Auszeichnungen
Für ihre Maßnahmen zur Nachhaltigkeit wurde die WEB Windenergie mehrfach ausgezeichnet; unter anderem erhielt sie 2015 den Österreichischen Klimaschutzpreis. Weiterhin wurde sie 2022 mit dem Staatspreis für Unternehmensqualität in der Kategorie Mittlere Unternehmen ausgezeichnet, welcher vom Bundesministerium für Arbeit und Wirtschaft und der Quality Austria vergeben wird.